# Münsterland Giro 2024
Il Münsterland Giro 2024 (ufficialmente Sparkassen Münsterland Giro per motivi di sponsorizzazione), diciottesima edizione della corsa e valida come quarantacinquesima prova dell'UCI ProSeries 2024 categoria 1.Pro, si svolse il 3 ottobre 2024 su un percorso di 202 km, con partenza da Haltern am See e arrivo a Münster, in Germania. La vittoria fu appannaggio del belga Jasper Philipsen, il quale completò il percorso in 4h22'50", alla media di 46,113 km/h, precedendo i connazionali Jordi Meeus e Milan Fretin
Sul traguardo di Münster 132 ciclisti, dei 148 partiti da Haltern am See, portarono a termine la competizione.

## Squadre e corridori partecipanti
| N.      | Cod. | Squadra                   |
| ------- | ---- | ------------------------- |
| 1-7     | TVL  | Team Visma-Lease a Bike   |
| 11-17   | RBH  | Red Bull-Bora-Hansgrohe   |
| 21-27   | ADC  | Alpecin-Deceuninck        |
| 31-37   | ARK  | Arkéa-B&B Hotels          |
| 41-47   | COF  | Cofidis                   |
| 51-57   | IWA  | Intermarché-Wanty         |
| 61-67   | LTK  | Lidl-Trek                 |
| 71-77   | SOQ  | Soudal Quick-Step         |
| 81-87   | DFP  | Team DSM-Firmenich PostNL |
| 91-96   | JAY  | Team Jayco AlUla          |
| 101-107 | IPT  | Israel-Premier Tech       |
| 111-117 | LTD  | Lotto Dstny               |

| N.      | Cod. | Squadra                    |
| ------- | ---- | -------------------------- |
| 121-127 | Q36  | Q36.5 Pro Cycling Team     |
| 131-136 | TDT  | TDT-Unibet Cycling Team    |
| 141-147 | TFB  | Team Flanders-Baloise      |
| 151-157 | TNN  | Team Novo Nordisk          |
| 161-167 | TEN  | TotalEnergies              |
| 171-177 | TUD  | Tudor Pro Cycling Team     |
| 181-187 | UXM  | Uno-X Mobility             |
| 192-197 | PUS  | P&S Metalltechnik Benotti  |
| 201-207 | RNO  | Rad-Net Oßwald             |
| 211-217 | SVL  | Pro Cycling Team Sauerland |
| 221-226 | LKH  | Lotto Kern-Haus PSD Bank   |

## Ordine d'arrivo (Top 10)
| Pos. | Corridore        | Squadra     | Tempo    |
| ---- | ---------------- | ----------- | -------- |
| 1    | Jasper Philipsen | Alpecin     | 4h22'50" |
| 2    | Jordi Meeus      | Red Bull    | s.t.     |
| 3    | Milan Fretin     | Cofidis     | s.t.     |
| 4    | Biniam Girmay    | Intermarché | s.t.     |
| 5    | Max Walscheid    | Jayco       | s.t.     |
| 6    | Danny van Poppel | Red Bull    | s.t.     |
| 7    | Pascal Ackermann | Israel      | s.t.     |
| 8    | Nils Eekhoff     | DSM         | s.t.     |
| 9    | Luke Lamperti    | Soudal      | s.t.     |
| 10   | Tom Van Asbroeck | Israel      | s.t.     |